# Bulbul rudooký
Bulbul rudooký (Pycnonotus nigricans) je asi 20 cm velký druh zpěvného ptáka z čeledi bulbulovitých (Pycnonotidae).

## Popis
Má černou hlavu a zobák, tmavě hnědý hřbet, světle hnědou hruď a boky a světlé břicho. Výrazným znakem je jeho rudě červený kroužek kolem očí.

## Výskyt
Areál rozšíření tohoto druhu zahrnuje Angolu, Botswanu, Lesotho, Namibii, Jihoafrickou republiku, Svazijsko, Zambii a Zimbabwe. Jeho biotopem jsou pak suché savany a subtropické nebo tropické suché křovinaté lokality.